# Arcrunidi
Arcrunidi (armensko Արծրունի ali Ardzrunidi so bili rodbina knezov in kasneje kraljev srednjeveškega armenskega Vaspurakanskega kraljestva.

## Ime
Ime Arcruni vsebuje končnico -uni, ki je razširjena v starih armenskih družinskih imenih. Zgodnji armenski zgodovinar Movses Horenaci je ime izpeljal iz besede arcui - orel in namigoval, da so Arcruni na svojih praporih imeli orla. Pri tem se je skliceval na legendo iz Hadamakerta, središča Arcrunijev v Aghbaku, v kateri je ptica varovala spečega dečka pred dežjem in soncem. Domneva se, da gre za legendo o predniku Arcrunijev, v katero je vključen orel. James Russell ugotavlja, da je bil orel totemska žival Arcrunidov in ime dinastije povezuje z urartskim Arṣibini. Ime je potrjeno kot ime konja urartskega kralja in lahko izhaja iz armenskega arcui. Na tej podlagi Russell predlaga, da so imeli Arcrunidi morda urartske prednike.
Hrač Martirosjan piše, da je povezava Arsrunijev z  orlom "precej privlačna, kar zadeva mitski kontekst, ki jih obdaja, vendar verjetno ni prava etimologija". Namesto tega predlaga, da je Arcruni patronim, ki izhaja iz nepotrjenega imena *Arcr-ēš, ki pomeni 'imeti hitre konje'.

## Izvor
Arcrunidi so trdili, da izvirajo od asirskega kralja Sanheriba (vladal 705–681 pr. n. št.). Trditev Bagratidov, da so potomci kralja Davida, in trditev Mamikoncev, da izvirajo iz kraljeve dinastije Han, se običajno razlaga kot del rodoslovne mitologije. To trditev je prvi omenil armenski zgodovinar Movses Horenaci. Mitologija v teh vladarskih hišah se je razvila verjetno po pokristjanjenju Armenije v začetku 4. stoletja na podlagi svetopisemskega poročila, po katerem sta Sanheribova sinova Adramelek in Šarezer po umoru očeta pobegnila v Armenijo (Izaija 37:38). Horenaci piše, da je armenski voditelj Skajordi enega od knezov, Sanasarja (biblijski Šarezer), naselil na gori Sim v pokrajini Sasun. Njegovi potomci so Arcuniji in Gnuniji.
Na podlagi mitološke povezave Arcunijev z urartskimi Arṣibini⁠ je Russell sklepal, da so imeli Arcruniji morda urartske prednike. Vrež Vardanjan trdi, da je bila dinastija Arcunijev lokalnega armenskega izvora in da so v urartskih napisih omenjeni Arṣunjuni, ki so takrat živeli jugovzhodno od Vanskega jezera.
Po mnenju rodoslovca in zgodovinarja Cyrila Toumanoffa ter zgodovinarja M. Chahina je bila družina Arcruni veja Orontidov. Toumanoff, ki sledi mnenju Nicholasa Adontza in Josefa Markwarta, namiguje, da je bil Mitrobarzan, podkralj Tigrana Velikega v Sofeni leta 69 pr. n. št., morda najzgodnejši izpričan član družine Arcrunijev. Mitrobarzan, natančneje Mitrobuzan, ustreza armenskemu Me(h)ruzhanu, ki je bilo pogosto ime članov dinastije Arcruni. Mitrobuzan se je imenoval tudi  naslednik Zariadresa, kralja Sofene v 2. stoletju pred našim štetjem, za katerega velja, da je bil Orontid. Markwart, Adontz in Toumanoff so postavili hipotezo, da je bil Tigranov podkralj Mitrobuzan član orontidske veje, ki je vladala Sofeni kot neodvisni kralji, dokler ni Tigran Sofene priključil k Veliki Armeniji. Artruni naj bi še naprej vladali v Sofeni, se odpovedali svojemu kraljevemu nazivu, vendar prejeli naziv bdeašk (bidaš, 'podkralj' ali 'mejni grof').  Po sprejetju krščanstva so Arcruni prikrili svoj orontidski izvor z rodoslovnim mitom, ki izhaja iz Svetega pisma.

## Zgodovina
Med vladavino Arsakidov v Armeniji so Arcruni vladali knežjim posestim v Velikem in Malem Aghbaku v Vaspurakanu v okolici današnje Başkale v Turčiji  jugovzhodno od Vanskega jezera in postopoma priključevali okoliško ozemlje. Sredi 4. stoletja je bila družina odstavljena. Preživel je Čavaš in se vrnil na oblast. Leta 369 je državo vodil Meruzhan Arcruni, ki je povedel perzijske čete v Armenijo, zamenjal krščanstvo za zaratustrstvo in premagal generala (sparapeta) Mamikonjana. Slednji se je kmalu zatem vrnil na oblast, Meruzhan pa je bil ubit. 
Okoli leta 772 so Arcrunidi vladali družinam Amatuni, Rštuni in Teruni iz Daroinka, ki je bil pred tem v posesti Bagratidov, in vladali regijam Maku, Artaz, dolini Velikega Zaba in v porečju Vana. V istem stoletju so Bagratidi ponovno postali armenski kralji, Arcrunidi pa so bili "med njihovimi najmočnejšimi vazali in tekmeci".  Ko je bilo ozemlje zgodovinske Armenije približno stoletje pozneje razdeljeno ne več podkraljestev, v katerih so vladali manjši knezi, so območju Vaspurakana vladali Arcrunidi, ki so leta 908 od svojih abasidskih suverenov prejeli investituro. Hačik-Gagik II. je postal prvi Arcrunid, ki je vladal Vaspurakanu pod abasidsko suverenostjo.
Gagik I. Arcruni je od dinastije Bagratuni zahteval naziv armenskega kralja in kot kralj vladal do svoje smrti leta 936 ali 943. 
V začetku 11. stoletja so se Arcrunidi preselili proti zahodu v Kapadokijo, da bi se umaknili pred vzhodnimi napadalci. Leta 1021 je namreč Senekerim-Hovhannes Vaspurakanski prepustil svoje kraljestvo bizantinskemu cesarju Baziliju II. in v zameno kot fevd dobil  Sebastejo (Sivas), Evdokijo (Tokat) in morda Amazijo (Amasya). On in 14.000 njegovih podložnikov so se naselili v Sebastejski temi. Vaspurakan je postal bizantinska tema Vasprakanija, ki je trajala petdeset let do poraza Bizantincev v bitki pri Manzikertu leta 1071.

## Kulturna dediščina
Arcrunidi so bili meceni umetnosti, kar dokazujejo veličastni arhitekturi spomeniki ter freske in miniature iz 10. stoletja, zlasti v palači in cerkvi na otoku Agdamar. Obe omenjeni zgradbi sta bili zgrajeni po naročilu Hačika Gagika II. V 9.in 10. stoletju je Tovma Arcruni napisal Zgodovino hiše Artsruni.

## Arcrunidi v popularni kulturi
Umberto Eco je lik Ardzrounija, plemiča in alkimista v Kilikiji, predstavil v svojem fantastičnem romanu Baudolino.